# Еріх Гепнер
Еріх Гепнер (нім. Erich Hoepner; нар. 14 вересня 1886, Франкфурт-на-Одері — пом. 8 серпня 1944, в'язниця Пльотцензеє) — німецький воєначальник часів Третього Рейху, генерал-полковник (1940). Кавалер Лицарського хреста Залізного хреста (1939). Командував танковою групою під час німецько-радянської війни. 8 січня 1942 за несанкційований відхід від стін Москви під час операції «Тайфун» звинувачений в полохливості та невиконанні наказу й позбавлений нагород та пенсії. Відправлений у відставку без права носіння військової форми одягу. Одна з основних фігур антинацистської опозиції, учасник змови 20 липня, за участь в якому засуджений до страти і страчений через повішення.
Військова кар'єра
- 18 листопада 1905 — фенріх
- 18 серпня 1906 — лейтенант
- 17 лютого 1914 — обер-лейтенант
- 18 червня 1915 — ротмістр
- 1 лютого 1926 — майор
- 1 квітня 1930 — оберст-лейтенант
- 1 лютого 1933 — оберст
- 1 січня 1936 — генерал-майор
- 30 січня 1938 — генерал-лейтенант
- 20 квітня 1939 — генерал кавалерії
- 19 липня 1940 — генерал-полковник

## Біографія

### Ранні роки
Гепнер народився у Франкфурті-на-Одері в сім'ї прусського офіцера медичної служби Курта Гепнера. У 1906 році він вступив до армії. Службу Гепнер починав у кавалерії у званні лейтенанта, приєднавшись до драгунського полку. У 1911 році Еріх навчався в Прусському штабному коледжі й був призначений до штабу 16-о корпусу. З початком Першої світової війни Гепнер був направлений на Західний фронт, де обіймав посади командира роти та штабного офіцера у різних корпусах та арміях. 1915 року отримав звання капітана. У складі 105-ї піхотної дивізії він брав участь у весняному наступі німців 1918 року, зустрівши закінчення війни в кавалерії.
Був нагороджений Залізними хрестами 1-о та 2-о ступенів та ще двома орденами.

### Міжвоєнний період
Після завершення Першої світової війни вступив у рейхсвер. У 1923-1925 роках він працював в Імперському міністерстві оборони інспектором кавалерії, далі служив у штабах різних дивізій.
З 1930 року командував полком. У лютому 1933 року йому було присвоєно звання полковника. З 1934 року обіймав посаду начальника штабу 1-о армійського корпусу в Кенігсберзі. У січні 1936 року отримав звання генерал-майора. У 1938 році командував 6-ю танковою дивізією. У штабі цієї ж дивізії свого часу служив Клаус фон Штауффенберг. 
Після справи Бломберга-Фріча та в міру розгортання Судетської кризи, Гепнер приєднався до змови Остера. Роль Гепнера полягала в тому, що він мав би взяти Берлін та захопити ключові об'єкти СС, проте змова зазнала краху після дипломатичного успіху Гітлера. 
Після того як Гайнц Гудеріан очолив 19-й армійський корпус, Гепнер змінив його на посаді командира 16-о армійського корпусу, яким керував під час окупації німцями Чехословаччини. У квітні 1939 року Еріху було присвоєно звання генерала кавалерії.  

## Друга світова війна

### Польська та Французька кампанії
Гепнер командував 16-м армійським корпусом під час вторгнення до Польщі, разом із яким діяв у складі 10-ї армії. 
Пізніше Гепнер і його корпус увійшли до складу 6-ї армії у процесі Французької кампанії, де він керував наступом на Льєж, а потім на Дюнкерк і Діжон. 22 травня 1940 року дивізія СС «Тотенкопф» була приписана до 16-о корпусу Гепнера, що сприяло початку тривалого конфлікту та взаємної неприязні між Гепнером і СС. Під час битви за Дюнкерк набули поширення чутки про те, що війська СС жорстоко поводяться з військовополоненими. 24 травня Гепнер видав спеціальний наказ своїм підрозділам, який говорив, що будь-які солдати, спіймані на гарячому під час жорстокого поводження з військовополоненими, негайно постануть перед військово-польовими судами. Через три дні солдати дивізії СС «Тотенкопф» убили майже сотню британських полонених під час бійні в Ле-Параді. Коли звістка про різанину дійшла до Гепнера, він наказав провести розслідування даного інциденту, вимагав звільнити командира дивізії Теодора Айке. Щоправда, жодні наслідки для останнього не настали. Проте Гепнер продовжував відчувати неприязнь до Айке, називаючи його «різником» через байдуже ставлення останнього до втрат його ж дивізії. 
У липні 1940 року Гепнер отримав звання генерал-полковника.

### Війна з Радянським Союзом
Згідно з планом «Барбаросса», 4-а танкова армія під командуванням Гепнера повинна була діяти у складі групи армій «Північ» в районі Ленінграда. 30 березня 1941 року Гітлер виступив із промовою перед двомастами старшими офіцерами вермахту, де проголосив свій план війни проти Радянського Союзу. Фюрер заявив, що хотів би бачити майбутню війну проти Радянського Союзу, яка велася б не за військовими принципами, а як війна на тотальне винищення військових та цивільних. Багато командирів вермахту, включаючи Гепнера, пізніше розіслали відповідні накази по військах.

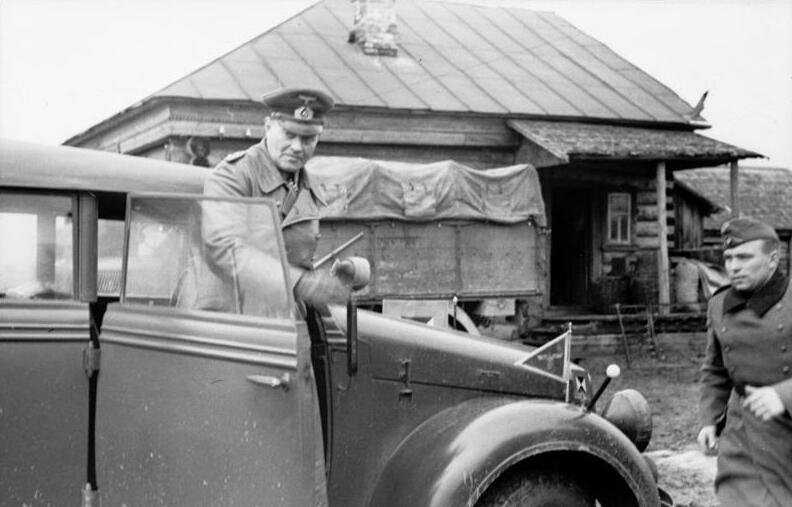
Еріх Гепнер на Східному фронті, червень 1941 р.

Війна для групи армій «Північ» розпочалася 22 червня 1941 року з широкомасштабної атаки по всій лінії фронту. 4-та танкова армія попрямувала до річки Двіна для захоплення мостів біля міста Даугавпілс. Червона армія здійснила ряд контратак проти 56-о моторизованого корпусу фон Манштейна, який входив до складу 4-ї танкової армії, що призвело до початку Расейняйської битви, у якій Червона армія зазнала поразки, після чого німецький наступ продовжився. Тимчасово його вдалося зупинити під Лугою, проте все ж таки німцям вдалося розбити війська Північно-Західного фронту та просунутися на північний схід від лінії Сталіна.
6 липня 1941 року Гепнер видав наказ своїм військам, у якому вимагав справедливого ставлення до «лояльного населення». Як і у випадку з іншими німецькими арміями на Східному фронті, танкова армія Гепнера слідувала положенням директиви, яка наказувала страчувати політичних комісарів Червоної армії одразу після захоплення в полон. У період з 2 до 8 липня солдати 4-ї танкової армії розстріляла 101 політичного комісара Червоної Армії. Станом на 19 липня кількість страчених зросла до 172 комісарів.

#### Ленінград

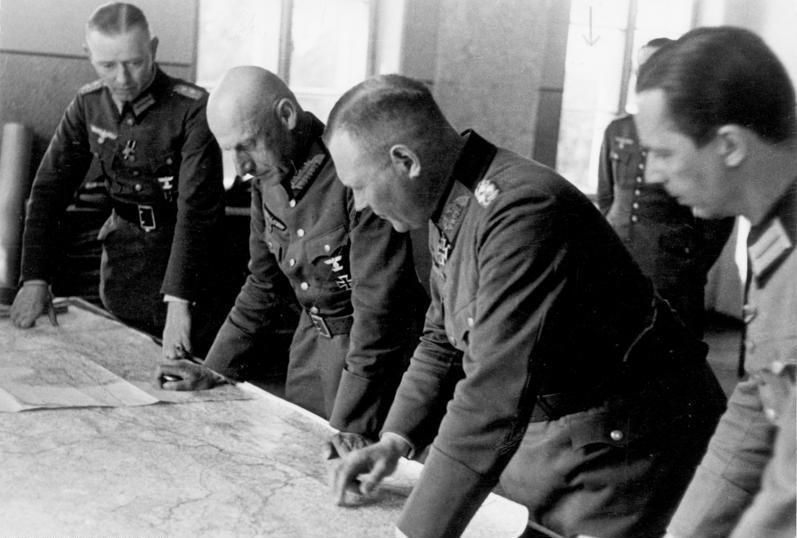
Гепнер та фон Лееб, липень 1941 р.

Наприкінці липня 1941 року частини 4-ї танкової армії розташувалися південніше та східніше від Нарви, звідки вони вже могли почати наступ на Ленінград після настання сприятливих погодних умов. Однак на той час групі армій ще не вистачало сил для взяття Ленінграда, що залишалося першочерговим завданням для німецького вищого командування. Сили Гепнера почали наступ 8 серпня, але зустріли рішучий опір з боку радянської армії. Радянські контратаки загрожували південному флангу фон Лееба, проте до кінця серпня німецькі війська досягали успіхів. 17 серпня 4-та танкова група взяла Нарву.
29 серпня фон Лееб віддав наказ про початок блокади Ленінграда, очікуючи, що радянські війська невдовзі покинуть місто. 
Проте вже 5 вересня Гітлер наказав перекинути 4-ту танкову армію на московський напрямок для допомоги групі армій «Центр» у захопленні Москви. Фон Лееб заперечив, внаслідок чого йому дали відстрочку для здійснення перекидання військ, щоб він міг зробити останній ривок на Ленінград. 4-та танкова армія мала стати головною ударною силою. Проте взяти Ленінград сили фон Лееба не змогли. До 24 вересня група армій «Північ» зупинила наступ і перекинула 4-ту танкову армію до групи армій «Центр». 

#### Битва за Москву
В рамках операції «Тайфун» 4-та танкова армія була підпорядкована 4-й армії фон Клюге. На початку жовтня Гепнер зміг оточити радянські сили під Вязьмою. Фон Клюге доручив йому зупинити просування вперед, попри велике незадоволення самого Гепнера, адже його частини були потрібні для запобігання прориву оточення радянськими військами. Гепнер неодноразово намагався оскаржити цей наказ, проте безрезультатно. Він, схоже, не розумів, що його підрозділам, як і решті німецьких частин, бракувало палива (11-та танкова дивізія узагалі повідомила про повну відсутність пального). З усієї 4-ї танкової армії лише 20-та танкова дивізія продовжила просування до Москви.

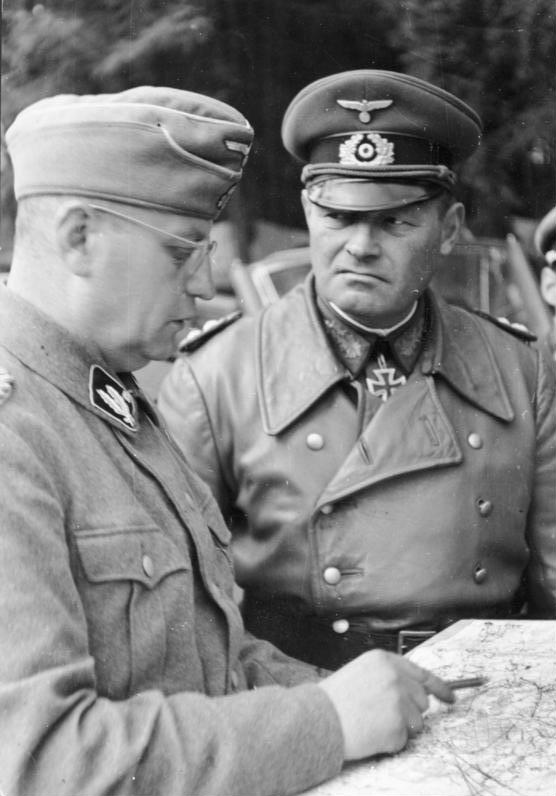
Еріх Гепнер та Вальтер Крюгер на московському напрямку, жоветь 1941 р.

Гепнер зміг відновити наступальні дії лише 14 жовтня. Сильні дощі та бездоріжжя спричиняли часті пошкодження гусеничної техніки та автотранспорту, що ще більше ускладнювало просування вперед. До початку листопада сили Гепнера були виснажені, але він разом з іншими командирами та Федором фон Боком, командувачем групи армій «Центр», волів продовжувати наступ. 
17 листопада 4-та танкова армія поновила наступ на Москву разом із 5-м армійським корпусом 4-ї армії. Саме ці частини були найбільш боєздатними у фон Клюге. За два тижні боїв сили Гепнера просунулися на 60 км. Не маючи достатньої мобільності для ведення боїв на оточення, Еріх почав проводити фронтальні атаки. Відсутність танків, недостатня кількість автотранспорту та проблеми з постачанням, а також стійкість Червоної Армії та її перевага в повітрі сильно уповільнили наступ.
Зіткнувшись з тиском із боку німецького Верховного головнокомандування, 1 грудня фон Клюге нарешті спрямував свій слабший південний фланг до атаки. Після битви Гепнер і Гудеріан розглядали запізнілість дій фон Клюге як один із факторів, які мали фатальний вплив на успіх операції. Однак така смілива оцінка ставиться під сумнів істориками, які називають головною причиною провалу недостатню кількість живої сили та недооцінку Червоної армії.
Ще 2 грудня Гепнер закликав свої війська рухатися вперед, заявляючи, що «мета (оточення Москви) ще може бути досягнута». Наступного дня він попередив фон Клюге, що  повинен зупинити наступ, адже його продовження знекровить 4-у танкову армію та зробить її нездатною до оборони. Фон Клюге дозволив це зробити. Гепнеру було наказано призупинити атаку з її подальшим відновленням 6 грудня. 5 грудня 1941 року, отримавши наказ атакувати наступного дня, Гепнер скликав на нараду начальників штабів своїх п'яти корпусів. Їхні звіти були похмурими: лише чотири дивізії були здатними продовжувати атаку, три з них зазнали великих втрат. Того ж дня Червона Армія розпочала зимовий контрнаступ. 
У січні 1942 року Гепнер попросив дозволу у фон Клюге, нового командувача групи армій «Центр», відвести свої сили, які зазнали великих втрат. Останній повідомив, що обговорить це питання з Гітлером, і наказав Гепнеру готуватися. Припускаючи, що дозвіл від Гітлера вже отримано, і не бажаючи більше ризикувати, Гепнер 8 січня 1942 року наказав своїм військам відступити. Фон Клюге негайно повідомив Гітлеру про дії Гепнера, викликавши гнів фюрера. Того ж дня Гепнер був звільнений з вермахту. Гітлер наказав позбавити Еріха пенсії та права носити мундир і нагороди. 

### «Валькірія»
Гепнер був активним учасником змови проти Гітлера в 1944 році. Після провалу державного перевороту він був заарештований і підданий катуванням в гестапо. Він відмовився від пропозиції покінчити життя самогубством і вимагав суду. Процес провели в спрощеному порядку. Гепнера приговорили до страти. Як і у випадку з іншими обвинуваченими, Гепнера принижували під час судового процесу. 
8 серпня 1944 року Гепнера повісили на дроті, прикріпленому до м’ясних гачків, у в’язниці Плотцензеє, що в Берліні. Відповідно до нацистської практики колективного покарання, дружина, дочка, син, брат і сестра Гепнера були заарештовані. Усіх жінок відправили до концтабору Равенсбрюк. Його сестру незабаром звільнили, але фрау Гепнер і її дочку помістили в сумнозвісний Штрафблок на чотири тижні додаткового покарання. Сина Гепнера спочатку утримували в спеціально створеному таборі в Кюстріні (нині Костшин-над-Одрою), а потім відправили в концтабір Бухенвальд.